# Albertfalva
Albertfalva era un fortino romano di truppe ausiliarie che faceva parte della catena di postazioni militari presenti lungo il limes danubiano nel settore pannonico. Si trova a 13 km a sud della capitale dell'Ungheria, Budapest, una volta fortezza legionaria e capitale della provincia romana di Pannonia inferiore (l'antica Aquincum).

## Forte
Il forte ausiliario di Albertfalva fu insediato tra la fortezza legionaria di Óbuda ed il forte ausiliario di Campona. Fu di grande importanza strategica lungo questo tratto di limes danubiano. Il forte fu distrutto dagli attacchi dei vicini sarmati Iazigi, ma ricostruito più volte.

### Struttura in legno
Tibor Nagy durante i suoi scavi poté scoprire il forte in legno e terra, che datò al periodo di Claudio. Si trattava di un forte di 166,5 × 190 metri (pari a circa 3,2 ettari). Recenti ricerche, però, hanno spostato la datazione del primo forte di Albertfalva all'imperatore Vespasiano (69-79). Il forte agli inizi era circondato da due fossati, dove la fossa interna era larga 4,5 metri e 3,34 metri profondo, mentre il fossato esterno era largo 4,2 metri e 3,26 metri profondo. Erano pure di legno i Principia, i baraccamenti dei soldati, la palizzata del vallum e le porte dell'accampamento. Tra ciò la palizzata del lato meridionale si era conservata assai bene.
Durante l'attacco degli Iazigi degli anni 91/92, sembra che la legio XXI Rapax sia stata distrutta non molto distante da dove era stata posizionata (a Brigetio). In questa circostanza anche il forte di Albertfalva subì un attacco e venne danneggiato da un incendio. La pace conclusa dall'imperatore Domiziano (nel 92) portò ad una prima ricostruzione di parte degli edifici in pietra. Non cambiava nulla riguardo alle dimensioni del forte.

### Struttura in pietra
Verso la fine del principato dell'imperatore Traiano (98-117) o all'inizio di quello del successore Adriano (117-138) il forte venne interamente ricostruito in pietra, oltreché ampliato, per soddisfare le esigenze delle truppe qui di guarnigione che ora sembra comprendessero, non più una ma due unità di cavalleria. Si trattava ora di un forte molto ampio che raggiungeva i 186 × 210 metri (pari a circa 3,90 ettari), di forma rettangolare con angoli arrotondati. Le mura in pietra erano ora spesse tra gli 1,35 e gli 1,4 metri. E poiché il fronte orientale dell'accampamento lungo il fronte orientale è stato distrutto dal Danubio, possiamo solo supporre come fosse sulla base di altri campi similari del periodo lungo il limes pannonicus.
Nel 178 alcuni suoi edifici edifici furono distrutti a causa delle guerre marcomanniche e poi ricostruiti sotto Commodo. Tra il 259 ed il 260 il forte fu devastato da un incendio, a causa dei continui attacchi degli Iazigi e non fu più ricostruito, certamente per considerazioni strategico-militari che riguardavano l'intero settore del limes pannonicus. Nei suoi pressi è stato trovato un cimitero di un'Ala di cavalleria ricco di lapidi e statue. Alcune parti del forte e dell'insediamento civile sono stati scavati dagli archeologi ungheresi, anche se rimane ancora molto da portare alla luce. Vi è da aggiungere che nel 1990, parte dell'antico campo fu scavato e distrutto, per far posto ad un grande deposito di vagoni ferroviari.
Porte e torri
Nagy non fu in grado di scoprire se vi fossero delle torri intermedie o negli angoli del forte. Ciò che risultò evidente è che vi erano per tutte e tre le porte rimaste, due torri rettangolari ai loro lati. Le torri non sporgevano verso l'esterno, ma verso l'interno del forte, per la larghezza del vallum (rampa di terra che si trovava dietro il muro difensivo). La rampa era inclinata verso l'interno del campo.
La porta nord (la Porta principalis) fu indagata dal Nagy e sembra che avesse una doppia apertura. Nel 2008 un nuovo scavo ha potuto misurare la torre ovest in 6 × 4,5 metri e la torre est in 6,2 × 4,1 metri. La distanza totale tra le due torri era di circa 7 metri. Il lato meglio conservato era quello orientale. Identica struttura deveva avere la porta sud lungo la strada che univa le due porte lungo la via principalis. La Porta Decumana era invece progettata con una sola apertura, quindi ad una sola corsia che conduceva attraverso la via Decumana al centro della fortificazione.
Fossato
Sempre durante gli scavi del 2008, si è potuto accertare che il fossato del forte pietra era costituito in alcune zona da ben quattro fossi. Grazie al ritrovamento di frammenti di terra sigillata proveniente da Tabernae (oggi Rheinzabern) si è scoperto che alcuni furono creati a partire dall'inizio del III secolo. Furono anche scoperti parti di tegulae rotte oltre a grandi oggetti rotondi, forse proiettili di catapulta. Fino ad oggi i ricercatori hanno potuto constatare vi fossero due doppi fossati: quello interno aveva una larghezza complessiva di 4,6 metri e profondità massima di tre metri, quello più esterno aveva una larghezza esterna di 2,9 metri e 2,8 metri di profondità.
Principia
Nagy è stato in grado di completare qualche edificio interno al forte, o almeno parzialmente. Ha scoperto l'edificio dei Principia che misuravano 35 × 36 metri, munito di un cortile interno su cui si affacciavano gli uffici amministrativi (ai lati) e sul lato posteriore la basilica. Il lato anteriore era invece aperto sulla via Principalis che collegava le due porte, la principalis dextra e sinistra. Si trattava del quartier generale del forte. Nella basilica vi era poi una stanza centrale dove erano conservate le insegne delle unità ausiliarie (Aedes principiorum). La tipologia della costruzione è tipica, con l'abside semicircolare, al periodo della prima metà del II secolo.
Valetudinarium?
Un altro edificio di forma rettangolare è stato scavato, situato al centro del forte, a nord dei Principia, che Nagy ha identificato come l'ospedale dell'accampamento (valetudinarium). La parte scavata è quella meridionale, che risulta composta da quattro stanze di uguali dimensioni, raggruppate intorno ad un cortile. È possibile che possa invece trattarsi non tanto dell'ospedale del forte, ma del suo granaio (horreum), come ipotizza Hoftypus.
Praetorium
Altro edificio conosciuto potrebbe identificarsi con il Praetorium (l'abitazione del comandante dell'unità ausiliaria). Si trattava di un edificio in pietra a sud dei Principia.
Baraccamenti?
L'edificio scoperto nella parte centrale del campo, sul lato opposto della via Principalis, aveva una larghezza superiore rispetto ai Principia. Ora, poiché gran parte del lato orientale del forte, che dava sulla Porta Praetoria, è stato spazzato via dal Danubio, risulta difficile capire quale funzione avesse questo edificio.

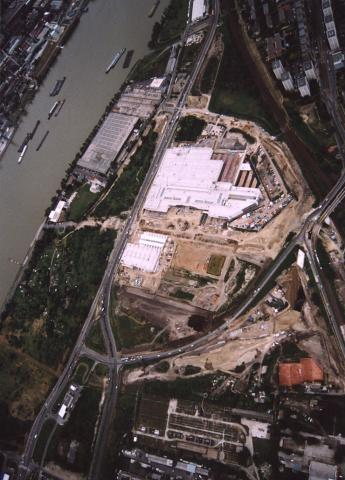
Sito attuale del forte di Albertfalva, in parte occupato da un grande deposito ferroviario.
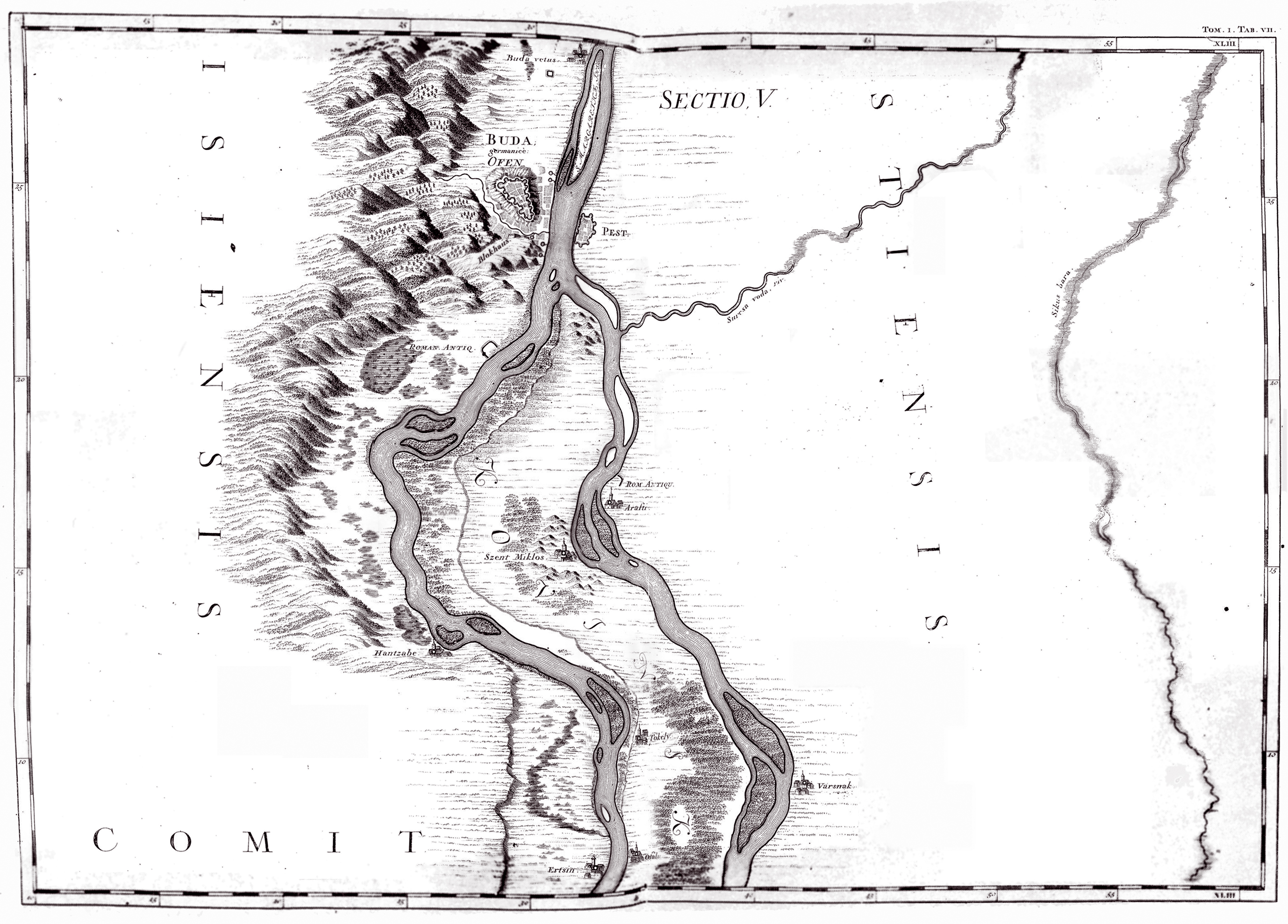
Ricostruzione del sito di Albertfalva del Marsigli (1726).

## Vicus
Vi era poi un vicino Vicus dell'epoca dei Flavi, che copriva un'area di 720.000 m², e si estendeva attorno al forte romano lungo i lati nord, sud ed ovest. Era sorto lungo il limes, nell'antico territorio della popolazione celtica degli Eravisci, per alimentare i commerci con le limitrofe popolazioni sarmatiche degli Iazigi e dei vicini Quadi (più a nord).

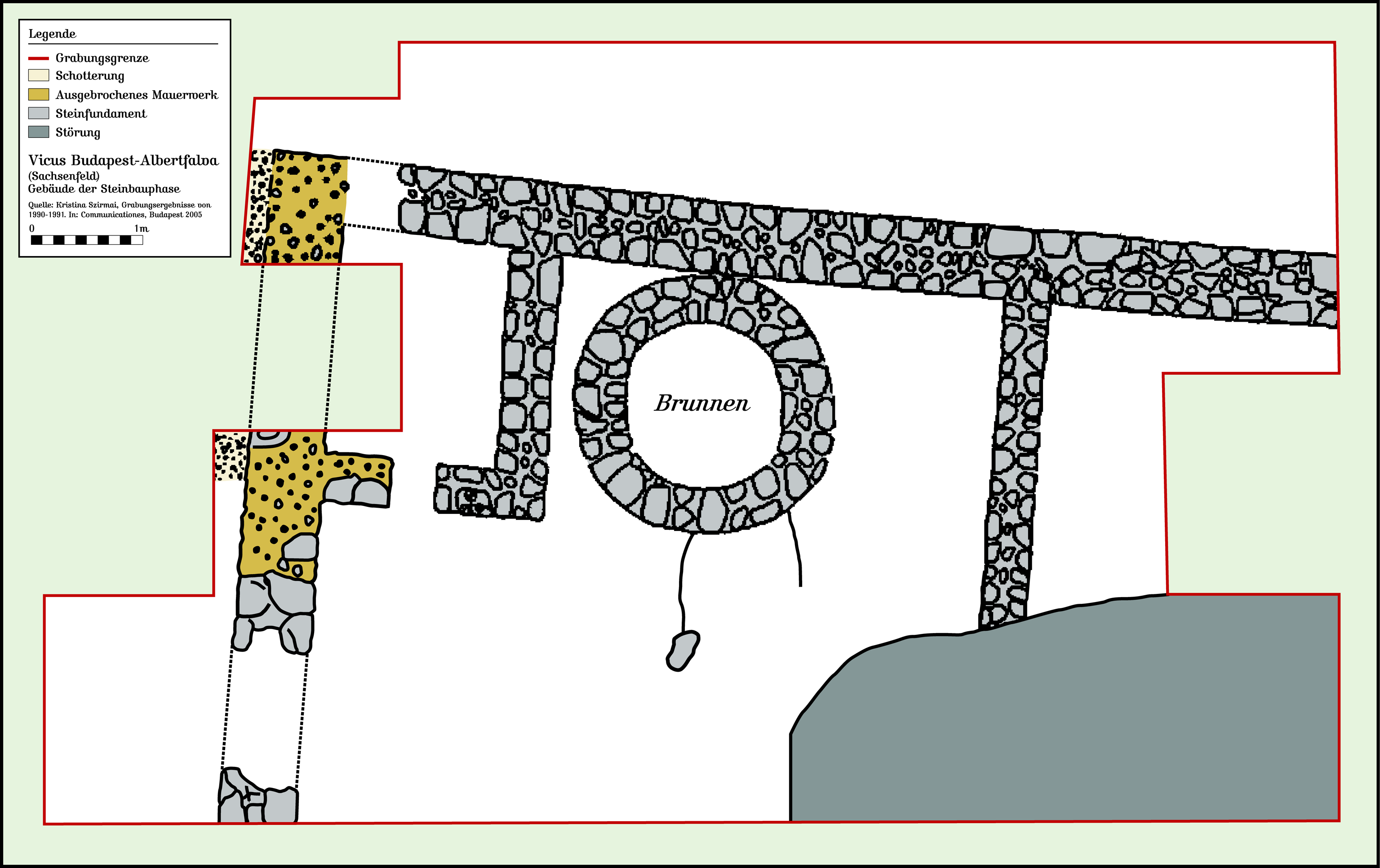
Dettagli di parte del vicus di Albertfalva (1).
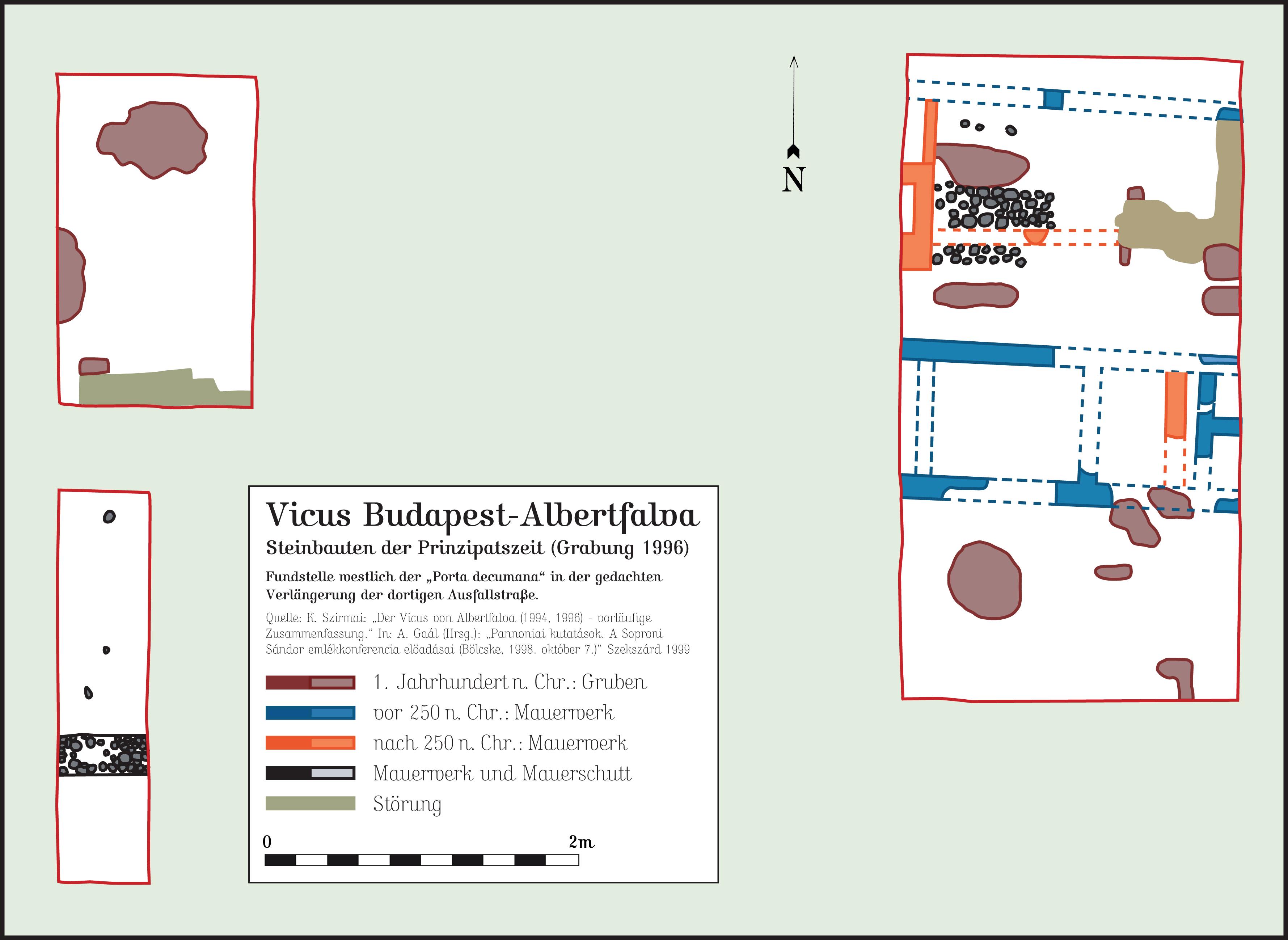
Dettagli di parte del vicus di Albertfalva (2).
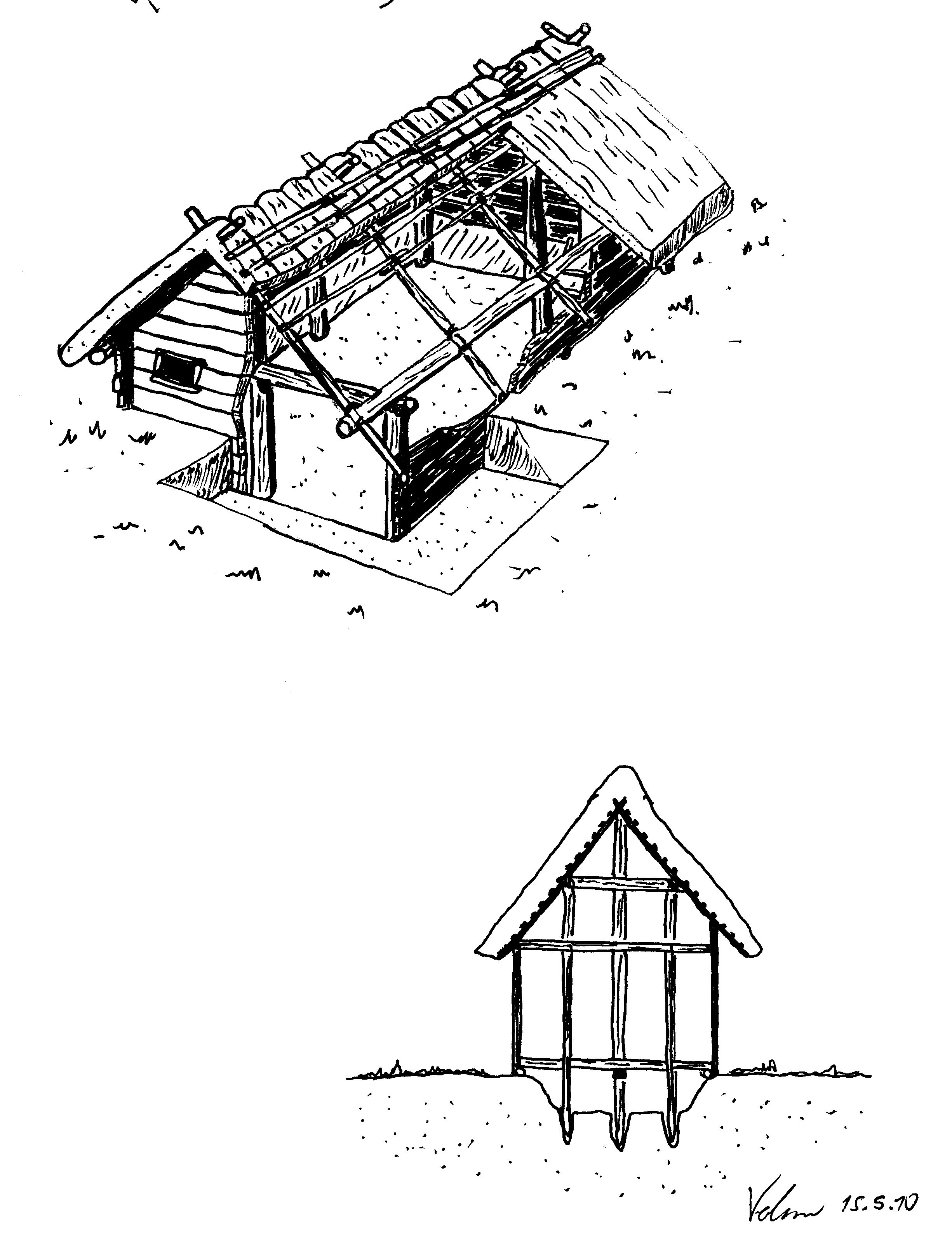
Esempio di abitazioni del periodo, riscontrate dagli scavi nel vicus.